# Patrik Gogulla
Patrik Christian Gogulla (* 27. Dezember 1988 in Düsseldorf) ist ein deutscher Eishockeyschiedsrichter und ehemaliger -spieler, der zuletzt in der Saison 2012/13 bei den Duisburger Füchsen aus der Eishockey-Oberliga West unter Vertrag stand. Sein älterer Bruder Philip ist ebenfalls Eishockeyspieler.

## Karriere
Gogulla begann seine Karriere in seiner Heimatstadt Düsseldorf im Nachwuchs der DEG Metro Stars. Dort war er ab 2005 mit der Juniorenmannschaft in der Junioren-Bundesliga aktiv. Dort gehörte er zu den teamintern besten Scorern und erzielte in der Saison 2006/07 in 34 Partien 53 Punkte. Des Weiteren stand er in derselben Spielzeit im Kader der Amateurmannschaft der DEG, mit der er aus der Verbandsliga NRW in die Regionalliga NRW aufstieg. Im Sommer 2007 unterschrieb er zusammen mit seinem ehemaligen Düsseldorfer Trainer Jesse Panek und weiteren Spielern aus der Amateurmannschaft der DEG einen Einjahresvertrag beim Regionalligisten EHC Dortmund.
Mit den Dortmundern erreichte er das Play-off-Finale, welches allerdings gegen den Herner EV verloren wurde. Somit verpasste er mit seinem Team knapp den Aufstieg in die dritthöchste deutsche Spielklasse, die Oberliga. In diese wechselte er zur Saison 2008/09, als ihn die Verantwortlichen der Roten Teufel aus Bad Nauheim unter Vertrag nahmen. In seiner ersten Oberliga-Spielzeit absolvierte Gogulla insgesamt 58 Partien und konnte dabei 35-mal punkten. Während der Saison 2009/10 stattete ihn der DEL-Klub Frankfurt Lions mit einer Förderlizenz aus, woraufhin er kurze Zeit später sein erstes Spiel in der Deutschen Eishockey Liga absolvierte.
Im Januar 2010 wechselte er zu den Füchsen Duisburg in die Regionalliga, ehe er sich im Sommer den Wölfen Freiburg anschloss. Von Januar 2011 bis zum Saisonende spielte er für den Herner EV in der Oberliga West. Von 2011 bis 2013 spielte er dann wieder für die Duisburger Füchse.
Nach seinem Karriereende als Spieler begann Gogulla seine Laufbahn als Schiedsrichter. Seit der Saison 2018/19 ist er als Hauptschiedsrichter unter anderem in der DEL tätig, wo er die Rückennummer 22 trägt.

## Karrierestatistik
(Legende zur Spielerstatistik: Sp oder GP = absolvierte Spiele; T oder G = erzielte Tore; V oder A = erzielte Assists; Pkt oder Pts = erzielte Scorerpunkte; SM oder PIM = erhaltene Strafminuten; +/− = Plus/Minus-Bilanz; PP = erzielte Überzahltore; SH = erzielte Unterzahltore; GW = erzielte Siegtore; 1 Play-downs/Relegation; Kursiv: Statistik nicht vollständig)